# NGC 896
NGC 896 é uma nebulosa na direção da constelação de Cassiopeia. O objeto foi descoberto pelo astrônomo William Herschel em 1787, usando um telescópio refletor com abertura de 18,6 polegadas. 